# كولنسونية إلشولتزية
كولنسونية إلشولتزية (الاسم العلمي:Collinsonia elsholtzioides) هي نوع من النباتات تتبع جنس الكولنسونية من الفصيلة الشفوية.